# Cité administrative (Lille)
Pour les articles homonymes, voir Cité administrative.
La cité administrative est un bâtiment administratif situé dans le centre-ville de Lille. Cet immeuble rassemble de nombreux services de l'administration du département du Nord et de l'État (par exemple, le service des impôts des particuliers, la direction de la cohésion sociale ou encore celle de l'information légale et administrative).

## Historique
La réalisation de la cité administrative a été confiée à Albert Laprade. La construction se fait en deux tranches. La première est bâtie de 1951 à 1955 avec la participation des architectes Jean Brunot et Georgette Becker. La seconde est érigée de 1966 à 1971 par l'architecte Serge Ménil.
En avril 2019, Gérald Darmanin, le Ministre de l’Action et des Comptes publics, annonce le déménagement des services administratifs de la cité administrative pour permettre de « réaliser des économies d’énergie (-77% de dépenses énergétiques par rapport au site actuel) » et d'« améliorer les conditions d’accueil du public et de travail des agents ». L'ouverture du nouveau site, localisé à proximité de Porte des Postes est prévue pour 2023.

## Localisation
Le site est localisé au no 175 rue Gustave-Delory à l'intersection de la rue Javary et de la rue Paul-Duez.
La station de métro la plus proche est Mairie de Lille.

## Galerie

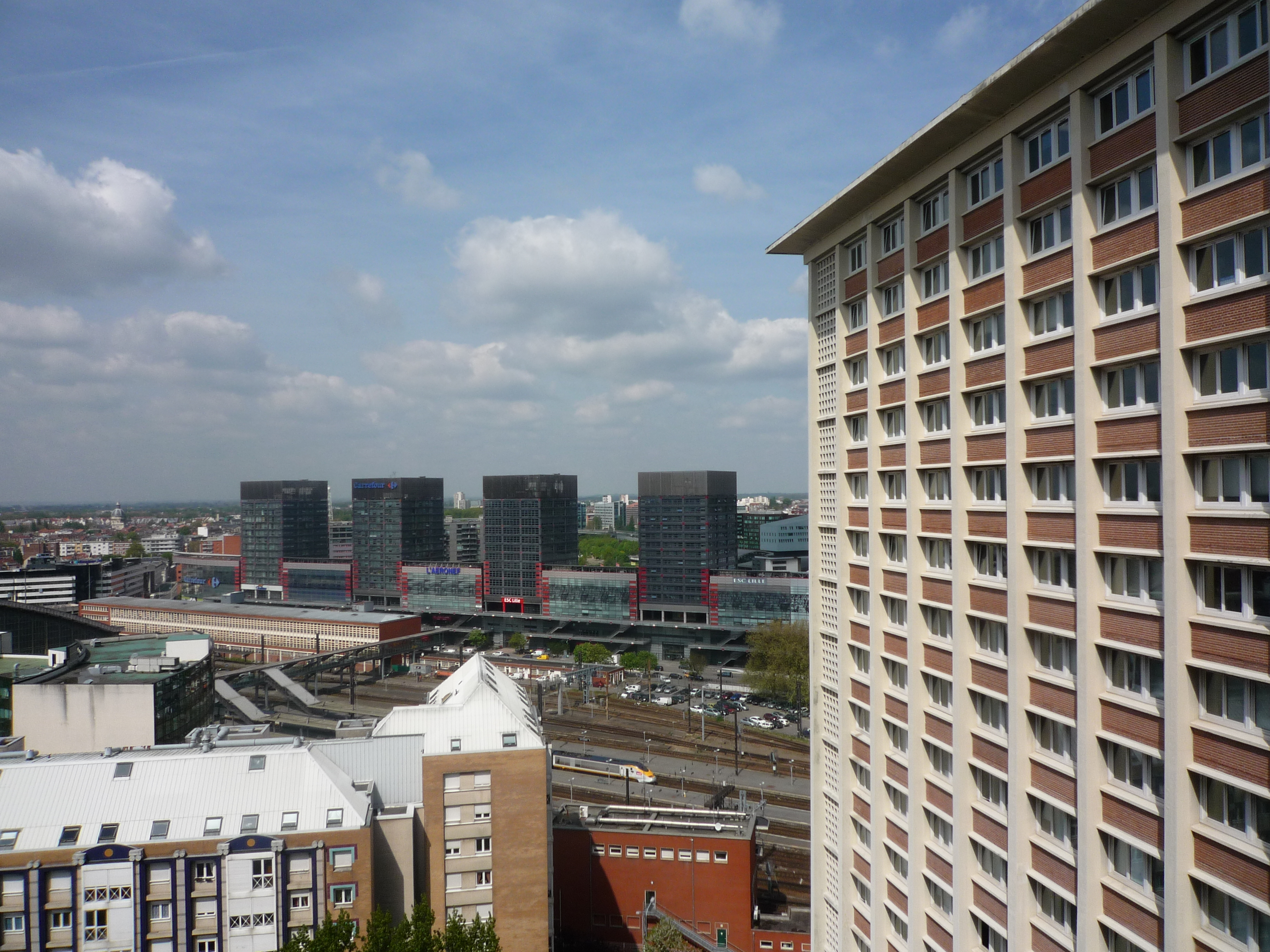
Vue sur l'aile nord avec le quartier Euralille en arrière plan